# کالیوودی
کالیوودی (به چکی: Kalivody) یک منطقهٔ مسکونی در جمهوری چک است که در ناحیه راکوونیک واقع شده‌است.